# Мак-магонцы

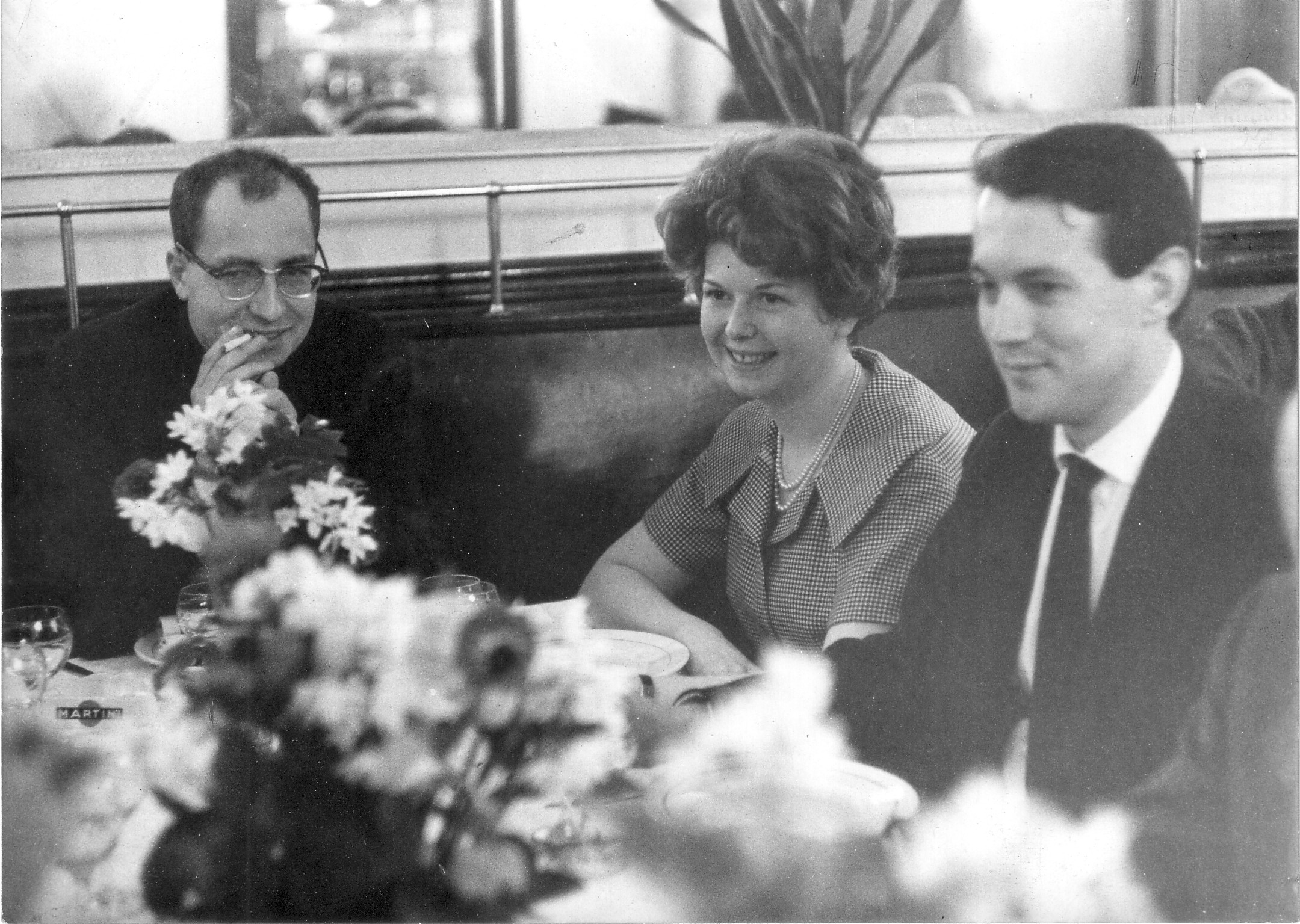
Участиники группы Пьер Риссьен и Мишель Мурле

«Мак-магонцы», «Мак-Магонцы» (фр. Mac-Mahoniens) — французская группа синефилов и критиков, сформировавшаяся в конце 1950-х годов в Париже. Получила название в честь кинотеатра «Мак-Магон» (Mac-Mahon), расположенного по адресу: авеню Мак-Магона, 5 (17-й округ Парижа). Кинотеатр открылся в 1938 году и специализировался на показе американских фильмов. В состав неформального объединения входили Мишель Мурле, Мишель Фабр, Пьер Риссьен, Жак Сергин, Бертран Тавернье, Бернар Мартинан, Альфред Эйбель, Патрик Брион и Жак Лурселль. Название группы ввёл в оборот Филип Бувар. Манифестом «мак-магонцев» стала статья идеолога группы Мишеля Мурле «Об игнорируемом искусстве» (Sur un art ignoré), опубликованная в журнале Cahiers du cinéma в августе 1959 года. Они стремились пропагандировать творчество малоизвестных, не популярных и забытых в то время режиссёров. В качестве любимых режиссёров они выбрали для себя четвёрку мастеров, в которую входили: Рауль Уолш, Отто Премингер, Джозеф Лоузи и Фриц Ланг. Также почитали творчество Стюарта Хейслера, Айдо Лупино, Сэмюэла Фуллера, Сесила Демилля, Эдгара Ульмера, Саша Гитри, Марселя Паньоля, Джозефа Манкевича, Лео Маккери и некоторых других кинематографистов. Идеи группы пропагандировались на страницах журнала Présence du cinéma, главным редактором которого в 1961—1967 годах был Мурле.
Критик Луи Скорекки указывал на то, что члены группы полагали: «в кино существует совершенство, к которому приближаются некоторые фильмы, и к этому совершенству следует непрестанно стремиться — к прозрачности, адекватности манеры Материалу, элегантности и осмысленности жеста, к экономии средств, а также существующей теории преобладания момента, то есть возвышения и главенства фрагмента — фрагмента, обладающего такой красотой и такой силой очевидности, что он сам по себе является моделью, к которой должен стремиться весь кинематограф». Они были поклонниками минималистского кинематографа, «кино маниакальной защиты и внимания к тончайшей и прозрачной детали, след которой содержится в высших ценностях христианского Запада, и которая в итоге создала бы фреску: знамя разрыва, флаг разукрашенных жестов, грёза вновь обретённой высшей тотальности».